# Cybèle Varela
Cybèle Varela (Petrópolis, 1943) es una artista multidisciplinar brasileña. Es pintora, vídeoartista y fotógrafa.

## Carrera
De 1962 a 1966, Cybèle Varela estudió artes visuales en el Museo de Arte Moderno de Río de Janeiro.
Empezó su carrera como pintora y escultora, ganando el  Premio Joven de Arte Contemporáneo en el Museo de Arte Contemporáneo, Universidad de São Paulo en 1967 con el tríptico: "Todo lo que pudo ser, pero no fue". El mismo año expuso por primera vez en la Bienal de Arte de Sao Paulo
A Varela el gobierno francés le otorgó una beca para estudiar la Ecole du Louvre en París de 1968-69. Entre 1971-72 estuvo en el Cité Internationale des Artes, y de 1976-78 estudió en la École Pratique des Hautes Études.
El crítico de arte francés Pierre Restany escribió Cybèle Varela no pinta paisajes. 
En Geneva en los años 80, su trabajo se centró en temas de la naturaleza, en los años 90 se vuelve más figurativa, acrecentando con fotografía, vídeo e impresión digital, y desde 2000 ha evolucionado hacia el  lowbrow.
En 1997, el gobierno brasileño donó una de sus pinturas a las Naciones Unidas.

## Exposiciones (seleccionados)
- elles@centrepompidou: Museo de Arte Moderno nacional, París, 2009
- "Outros 60 es": Museo de Arte Contemporáneo, Curitiba, 2006
- Museo de São Paulo de Arte Moderno: 2005
- Museo nacional de Bellas artes: Río de Janeiro, 2003
- Museo de arte de la América: Washington D. C., 1987
- Sao Paulo Biennal: Brasil, 1981
- Museo cantonal de Bellas artes, Lausanne, 1980
- "Mezcla-medios de comunicación": Musée Rath, Geneva, 1980
- São Paulo Biennale: Brasil, 1969
- São Paulo Biennal: Brasil, 1967
- Museo de Arte Moderno: Río de Janeiro, 1964